# آلما سوندكويست
آلما ماريا كاتارينا سوندكويست (يُلفظ: سونكويست) (بالإنجليزية: Alma Maria Katarina Sundquist) ولدت في عام 1872 وتُوفِّيت في عام 1940. طبيبة سويدية وأخصائية، رائدة، في علاج الأمراض المنقولة جنسيَّاً. وناشطة ملتزمة بحقوق المرأة، قامت بحملات من أجل إيجاد ظروف عمل أفضل للنساء، وتناولت المشاكل المرتبطة بالبيوت غير الصحية وخصوصًا، بيوت البغاء، ودعت إلى ضرورة التربية الجنسية للفتيات. وناضلت من أجل حق المرأة في الاقتراع، وساهمت في الاجتماع الافتتاحي للرابطة السويدية لحقوق المرأة (FKPR) في يونيو 1902.
على الصعيد الدولي، ففي عام 1919 مثلت السويد في تأسيس المؤتمر الدولي للنساء العاملات 1919 في نيويورك وحضرت المؤتمر الدولي الأول للنساء العاملات في واشنطن العاصمة، وفي أوائل الثلاثينات من القرن الماضي، ونيابة عن عصبة الأمم، كانت، ماريا، واحدة من المساهمين الثلاثة في تقرير حول تجارة الرقيق، من النساء والأطفال، في دول آسيا.

## النشأة والتعليم

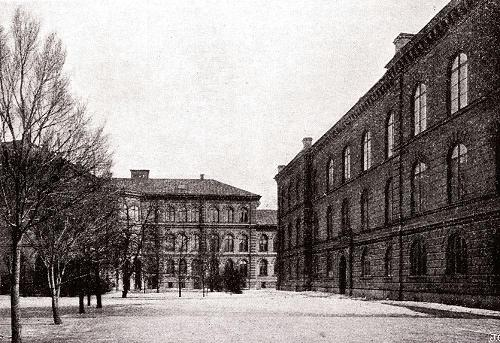
معهد كارولينسكا، ستوكهولم

وُلدت، ماريا، في 23 مارس 1872 في تورب، ميديلباد. وكانت، آلما ماريا كاتارينا سوندكويست، الصغرى بين ثلاث فتياتٍ من مدير البريد يوهان إريك سوندكويست وكاترينا كريستينا هولمر. بعد وفاة والدها، انتقلت مع والدتها وشقيقتيها إلى سوندسفال. وعندما دمر حريق عام 1888 منزلهم، انتقلوا إلى ستوكهولم حيث تخرجت، هناك، من مدرسة والينسكا الثانوية عام 1891. ومن ثم التحقت بجامعة أوبسالا حيث أجرت دراسات تمهيدية للطب والفلسفة. وخلال دراستها، قابلت زميلتها الطالبة آدا نيلسون. وقد أصبحت المرأتان صديقتين وزميلتين، وفي عام 1892 انضمت، ماريا، إلى المُؤسِّسة ليديا والستروم كعضو في جمعية طالبات أوبسالا، إلى جانب كل من: أديل فيليبسون، جولي بيتريني، سيني تريجر، من بين آخرين.
على الرغم من قوانين الممارسة الطبية التي منعت النساء من العمل في المستشفيات العامة، ذهبت لدراسة الطب في معهد كارولينسكا الذي يهيمن عليه الذكور. أثناء وجودها في كلية الطب، عانت سوندكويست ونيلسون من التمييز من أعضاء هيئة التدريس الذين رفضوا منحهما درجات أعلى من الطلاب الذكور. وبعد تخرجهما في عام 1900، في يناير التالي، كتبت نيلسون وسندكويست مناشدة، وقعتها كل طبيبة تقريبًا في البلاد، بالإضافة إلى العديد من طالبات الطب، احتجاجًا على عدم قدرتهن على العمل حتى كطبيب أطفال أو نيابة عن النساء المرضى، باستثناء الممارسات الخاصة. وأشارت سونكويست إلى أن الرسالة الملكية لعام 1873، التي اعتمدت برامج الدرجات «لمرشحي الطب» في معهد كارولينسكا، لا تحتوي على مثل هذه القيود. منذ قبول النساء للدراسة هناك عام 1870، طالبت بالحق في العمل في المرافق العامة.

## المسار المهني

### مهنة مبكرة (1901-1918)
في عام 1901، افتتحت سونكويست عيادة خاصة في ستوكهولم استمرت حتى عام 1939. تخصصت في أمراض النساء والأمراض التناسلية والأمراض الجلدية، ودرست علم الصحة في مدارس البنات وألقت محاضرات حول التربية الجنسية في جميع أنحاء البلاد. كانت مفيدة في توفير الوصول إلى وسائل منع الحمل من خلال وصفات الأطباء وإجراء المزيد من البحوث حول الأمراض التناسلية. في الوقت نفسه، من عام 1902 إلى عام 1918، عملت كطبيبة في مدرسة داثوسكا الخاصة للبنات، وفي عام 1903 بدأت العمل في عيادة مدينة ستوكهولم المتخصصة في الأمراض المنقولة جنسياً. في العيادة، عالجت المرضى الذين يعيشون في فقر مدقع وفي ظروف غير صحية، وكثير منهم من المومسات. رأت بأم العين الضرر الذي تسببت فيه لوائح قوانين البغاء لهن، ودعمت الإصلاحيين مثل يوهان إريك جوهانسون، الذين طالبوا بإلغاء تجريم تجارة الجنس ووقف تنظيمها.

### مهنة لاحقة (1919-1939)
وصلت في 17 سبتمبر لحضور المؤتمر الدولي للنساء الطبيات، برعاية جمعية الشابات المسيحية. خلال المؤتمر، جادلت لصالح التربية الجنسية في المدارس، والتي مرت مؤخرا في السويد. وفي 21 أكتوبر، أقيم عشاء للنساء الطبيبات اللواتي حضرن المؤتمر وقررن تشكيل الرابطة الدولية للنساء الطبيات. تم انتخاب سونكويست للعمل في لجنة الإثني عشر لتنظيم الجمعية، التي كان هدفها العمل معًا على المستوى الدولي للدعوة إلى منح المرأة المواطنة الكاملة وإنشاء برنامج تقدمي لتعزيز الصحة العامة.

## الموت والإرث
توفيت ألما سونكويست في ستوكهولم في 7 يناير 1940. وتذكر على أنها واحدة من أبرز أطباء علم الأوردة في السويد في النصف الأول من القرن العشرين، شاركت بنشاط في حل التحديات الاجتماعية والسياسية التي تواجهها المرأة. كانت ملتزمة بتغيير القوانين لتحسين ظروف المرأة، وكذلك القضاء على تشريعات الحماية التي تعامل الناس بشكل مختلف على أساس الجنس.

## بعض أعمالها
- Sundquist, Alma (Feb 1908). "Skyddslagstiftning för kvinnor" [Protective Legislation for Women] (PDF). Morgonbris (بالسويدية). Stockholm: Socialdemokratiska Kvinnokongressens Verkställandc Utskott (1): 9–10. ISSN:0027-1101. Archived from the original (PDF) on 2019-11-03.
- Kinberg, Julia; Sundquist, Alma (1909). Handledning i sexuell undervisning och uppfostran [Guidance on Sexual Education and Upbringing] (بالسويدية). Stockholm: Bonnier. OCLC:14789394.
- Sundquist, Alma (1910). Om behandlingen af gonorré hos kvinnan [About the Treatment of Gonorrhea in Women] (بالسويدية). Stockholm. OCLC:185404821.{{استشهاد بكتاب}}:  صيانة الاستشهاد: مكان بدون ناشر (link)
- Sundquist, Alma (1911). Kommittébetänkandet angående åtgärder för motarbetande af de smittosamma könssjukdomarnas spridning [The Committee Report on Measures to Counteract the Spread of Infectious Sexually Transmitted Diseases] (بالسويدية). Stockholm. OCLC:185404826.{{استشهاد بكتاب}}:  صيانة الاستشهاد: مكان بدون ناشر (link)
- Sundquist, Alma (Mar 1911). "Den s.k. reglementeringskommitténs betänkande" [The So-called Regulatory Committee Report] (PDF). Morgonbris (بالسويدية). Stockholm: Socialdemokratiska Kvinnokongressens Verkställandc Utskott (3): 3–4. ISSN:0027-1101. Archived from the original (PDF) on 2019-11-03.
- Sundquist, Alma (1 Apr 1913a). "Lika lön för lika arbete: varför män böra arbeta för kvinnans politiska rösträtt" [Equal Pay for Equal Work: Why Men Should Work for Women's Political Right to Vote] (PDF). Rösträtt för Kvinnor (بالسويدية). Stockholm: Landsföreningen för kvinnans politiska rösträtt. 2 (7): 1–2. Archived from the original (PDF) on 2019-11-03.
- Sundquist, Alma (1913b). Samhället och prostitutionen: ett föredrag [Society and Prostitution: A Lecture] (بالسويدية). Stockholm: Ljus. OCLC:186346955.
- Sundquist, Alma (1 Apr 1918). "De smittosamma könssjukdomarnas bekämpande och reglementeringen" [Fighting Contagious Sexually Transmitted Diseases and the Fegulations] (PDF). Rösträtt för Kvinnor (بالسويدية). Stockholm: Landsföreningen för kvinnans politiska rösträtt. 7 (7): 2–3. Archived from the original (PDF) on 2018-11-02.
- Sundquist, Alma (Feb 1920). "Internationella arbeterskekonferensen i Washington" [International Workers' Conference in Washington] (PDF). Morgonbris (بالسويدية). Stockholm: Socialdemokratiska Kvinnokongressens Verkställandc Utskott (2): 1–2. ISSN:0027-1101. Archived from the original (PDF) on 2019-11-04.
- Sundquist, Alma (Mar 1920). "Internationella arbeterskekonferensen i Washington Fortsatt" [International Workers' Conference in Washington Continued] (PDF). Morgonbris (بالسويدية). Stockholm: Socialdemokratiska Kvinnokongressens Verkställandc Utskott (3): 1–3. ISSN:0027-1101. Archived from the original (PDF) on 2019-11-04.
- Sundquist, Alma (1927). "Kring en uppfostringsfråga" [Around a Parenting Issue] (PDF). Tidevarvet (بالسويدية). Stockholm: Linkoln Bloms boktr. 19 (5): 2. Archived from the original (PDF) on 2019-11-04.
- Widerström, Karolina; Sundquist, Alma (1928). Anatomiska väggtavlor [Anatomical Posters] (بالسويدية). Stockholm: Norstedt & Söner Skolmateriellavd. OCLC:186207494.
- Sundquist, Alma (5 Jan 1929). "Glimtar från Wien" [Glimpses from Vienna] (PDF). Tidevarvet (بالسويدية). Stockholm: Linkoln Bloms boktr. 7 (13): 3. Archived from the original (PDF) on 2019-11-04.
- Sundquist, Alma (29 Jun 1929). "Kongressdagar i Berlin" [Congress Days in Berlin] (PDF). Tidevarvet (بالسويدية). Stockholm: Linkoln Bloms boktr. 7 (26): 1, 4. Archived from the original (PDF) on 2019-11-04.
- von Sneidern, Julia; Sundquist, Alma (1932). Vejledning i seksuel Undervisning for Lærer og Forældre [Guidance on Sexual Instruction for Teachers and Parents] (بالدنماركية). Copenhagen: Gyldendal. OCLC:61035608.
- Sundquist, Alma (1937). "Handeln med kvinnor och barn" [The Trafficking of Women and Children]. Hertha (بالسويدية). Stockholm: Fredrika-Bremer Association (24): 268–269. ISSN:0018-0912. OCLC:939254105.

### استشهادات
1. 1 2  "Thora Alfhilda Evelina Wigardh" (بالسويدية). {{استشهاد ويب}}: الوسيط |مسار= غير موجود أو فارع (help)
2. ↑  Sveriges folkräkning 1910 | Sundqvist, Alma Maria Katarina, f. 1872 i Torp Västernorrlands län, Praktikläkare (بالسويدية), Riksarkivet, QID:Q48761314
3. ↑  "Alma Maria Katharina Sundquist" (بالسويدية). {{استشهاد ويب}}: الوسيط |مسار= غير موجود أو فارع (help)
4. 1 2 3 4 5 6 7  Nilsson 2019.
5. 1 2 3 4  Nilsson 2018.
6. 1 2  Kock 1970، صفحة 277.
7. ↑  Jensen 2012، صفحة 143.
8. ↑  Ogilvie & Harvey 2000، صفحة 1252.
9. ↑  Graham & Rosenzweig 2010، صفحة 4.
10. ↑  Windsor 2002، صفحة 192.

### بيبلوغرافيا
- Andersson، Karin (2012). The Swedish Anti-contraceptive Law 1910-1938 (master's degree). Lund, Sweden: جامعة لوند. مؤرشف من الأصل في 2017-08-17. اطلع عليه بتاريخ 2019-11-03.
- Cobble، Dorothy Sue (مارس 2014). "A Higher "Standard of Life" for the World: U.S. Labor Women's Reform Internationalism and the Legacies of 1919". The Journal of American History. ج. 100 ع. 4: 1052–1085. DOI:10.1093/jahist/jau005. – via Oxford University Press's Oxford Academic (التسجيل مطلوب)
- Digby، Bassett (27 مارس 1919). "Servant Girl Is Chosen Alderman in Swedish City". The St. Louis Star. St. Louis, Missouri. ص. 2. مؤرشف من الأصل في 2019-11-04. اطلع عليه بتاريخ 2019-11-04 – عبر أنسيستري.كوم.
- Graham، Margaret؛ Rosenzweig، Eric (24 يوليو 2010). "Medical Women's International Association records" (PDF). Digital Library Architecture, University of Pennsylvania. Philadelphia, Pennsylvania: جامعة دركسل College of Medicine Archives. مؤرشف من الأصل (PDF) في 2019-11-04. اطلع عليه بتاريخ 2019-11-04.
- Harper، Mary Mckibbin (1941). The Doctor Takes A Holiday An Autobiographical Fragment. Cedar Rapids, Iowa: The Torch Press. OCLC:678753462.
- Jensen، Kimberly (2012). Oregon's Doctor to the World: Esther Pohl Lovejoy and a Life in Activism. Seattle, Washington: مطبعة واشنطن. ISBN:978-0-295-80440-8. مؤرشف من الأصل في 2020-07-11.
- Kock، Wolfram (1970). "Medical Education in Scandinavia since 1600". في O'Malley (المحرر). The History of Medical Education: An International Symposium Held 5–9 February 1968. Charles Donald. Los Angeles, California: دار نشر جامعة كاليفورنيا. ج. 12. ص. 263–299. ISBN:978-0-520-01578-4. مؤرشف من الأصل في 2020-07-11. {{استشهاد بمنشورات مؤتمر}}: الوسيط |عنوان المؤتمر= و|عنوان الكتاب= تكرر أكثر من مرة (مساعدة)
- Kozma، Liat (2017). Global Women, Colonial Ports: Prostitution in the Interwar Middle East. Albany, New York: جامعة ولاية نيويورك. ISBN:978-1-4384-6262-2. مؤرشف من الأصل في 2020-07-11.
- Martínez، Victoria (5 سبتمبر 2018). "How Swedish women won the right to vote". The Local. Stockholm, Sweden. مؤرشف من الأصل في 2019-06-07. اطلع عليه بتاريخ 2019-11-04.
- Nilsson, Ulrika (2018). "Alma Maria Katharina Sundquist". Svenskt kvinnobiografiskt lexikon (بالسويدية). Gothenburg: KvinnSam. Archived from the original on 2019-08-15. Retrieved 2019-10-28.
- Nilsson, Ulrika (2019). "Alma MK Sundquist". Svenskt biografiskt lexikon: Vol 34, page 290 (بالسويدية). Stockholm: Riksarkivet. Archived from the original on 2019-10-28. Retrieved 2019-10-28.
- Ogilvie، Marilyn Bailey؛ Harvey، Joy Dorothy، المحررون (2000). The Biographical Dictionary of Women in Science: Pioneering Lives from Ancient Times to the Mid-20th Century. New York, New York: روتليدج (دار نشر). ج. 2: L-Z. ISBN:978-0-415-92040-7. مؤرشف من الأصل في 2020-07-11.
- Rudling، Per Anders (2014). "Eugenics and Racial Biology in Sweden and the USSR: Contacts across the Baltic Sea". Canadian Bulletin of Medical History. Toronto, Ontario: مطبعة جامعة تورنتو  [لغات أخرى]‏. ج. 31 ع. 1: 41–75. DOI:10.3138/cbmh.31.1.41. ISSN:0823-2105. PMID:24909018.{{استشهاد بدورية محكمة}}:  صيانة الاستشهاد: علامات ترقيم زائدة (link)
- Smith، Ethel M. (فبراير 1920). "International Congress of Working Women". The American Child. New York, New York: National Child Labor Committee. ج. 1: 193–195.
- Thorstenson, Axianne (Apr–May 1923). "Kvinnas behörighet till statstjänst" [Women's Eligibility for Civil Service] (PDF). Hertha (بالسويدية). Stockholm: Fredrika-Bremer Association. 10 (4–5): 49–51. ISSN:0018-0912. Archived from the original (PDF) on 2020-07-11.
- Westrin, Theodor, ed. (1912). "15: L. Hinke". Nordisk familjebok (بالسويدية) (2nd Uggleupplagan ed.). Stockholm: Nordisk familjeboks förlags aktiebolag. Vol. 6: Lee-Luvua. pp. 325–326. Archived from the original on 2019-04-28 – via مشروع رونيبرغ.
- Windsor، Laura Lynn (2002). "Sundquist, Alma". Women in Medicine: An Encyclopedia. Santa Barbara, California: أي بي سي-كليو. ص. 192. ISBN:978-1-57607-392-6.
- "Labor Women of Sweden Demand Right to Work at Night, Pay Equal to Men". The Leader. Regina, Saskatchewan, Canada. 15 نوفمبر 1919. ص. 10. مؤرشف من الأصل في 2019-11-04. اطلع عليه بتاريخ 2019-11-04 – عبر أنسيستري.كوم.
- "League Provides Inquiry". The Plattsmouth Journal. Plattsmouth, Nebraska. 29 سبتمبر 1930. ص. 6. مؤرشف من الأصل في 2019-11-04. اطلع عليه بتاريخ 2019-11-04 – عبر أنسيستري.كوم.
- "Will Teach Sex in Sweden Now". واشنطن تايمز. Washington, D. C. 23 أكتوبر 1919. ص. 2. مؤرشف من الأصل في 2019-11-04. اطلع عليه بتاريخ 2019-11-04 – عبر أنسيستري.كوم.
- "Women Have Edge on Men". The Charleston Daily Mail. Charleston, West Virginia. 7 نوفمبر 1919. ص. 8. مؤرشف من الأصل في 2019-11-04. اطلع عليه بتاريخ 2019-11-04 – عبر أنسيستري.كوم.
- "Women Physicians Due". The Times Herald. Olean, New York. 15 سبتمبر 1919. ص. 3. مؤرشف من الأصل في 2019-11-04. اطلع عليه بتاريخ 2019-11-04 – عبر أنسيستري.كوم.